# 1953年7月11日日食
1953年7月11日日食是一次日偏食，發生於1953年7月11日（西半球大多為7月10日）。新月當天（即朔日），地球上觀測到月球和太阳的角距離極小，此時月球如果恰好在月球交點附近，穿過太阳和地球之間，與地球、太阳接近一直線，則會出現日食。由於月球偏北或偏南，本影及偽本影從地球以北或以南經過而未接觸地表，只有半影覆蓋了地球北端或南端部分區域，形成日偏食。此次日偏食月球偏北，出現在北美洲北部及周邊部分地區。

## 日食概況

### 出現區域
該次日偏食可在斯瓦尔巴群島、格陵兰中北部、加拿大西北半部、阿拉斯加領地（今美国阿拉斯加州）東部看到。依时区不同，斯瓦尔巴在7月11日看到日食，北美洲大多在7月10日看到日食，格陵兰東部還有部分處於極晝的區域日食從7月10日深夜持續到7月11日凌晨。

### 基本參數
- 類型：日偏食
- 食分最大處（位於加拿大巴芬島南部）資料：
  - 時間：1953年7月11日2:43:43
  - 地點：64°18′N 71°42′W / 64.3°N 71.7°W
  - 食分：0.2014（日食帶內最大）[3]

## 相關的日食

### 1953-1956年的日食
月球交替位於相對的月球交點時，以半個交點年（食年），即約177天又4小時間隔出現下列日食。
註：1953年2月14日和1953年8月9日的日偏食屬於上一組交點年系列。
| 降交點   | 降交點                   |          | 升交點                   | 升交點 |
| 沙羅周期 | 地圖                     | 沙羅周期 | 地圖                     |        |
| 116      | 1953年7月11日 偏食（北） | 121      | 1954年1月5日 環食        |        |
| 126      | 1954年6月30日 全食       | 131      | 1954年12月25日 環食      |        |
| 136      | 1955年6月20日 全食       | 141      | 1955年12月14日 環食      |        |
| 146      | 1956年6月8日 全食        | 151      | 1956年12月2日 偏食（北） |        |

### 沙羅周期
沙羅周期長度為18年11天。本次日食屬於沙羅周期116，共包含72次日食，依次為727年6月23日至889年9月28日的10次日偏食、907年10月10日至1845年5月6日的53次日環食、1863年5月17日至1971年7月22日的7次日偏食，總共歷時1244.08年。本周期並無日全食。
下表列舉了20世紀屬於該周期的日食，是第67至70次：
| 67            | 68            | 69            |
| ------------- | ------------- | ------------- |
| 1917年6月19日 | 1935年6月30日 | 1953年7月11日 |
| 70            |               |               |
| 1971年7月22日 |               |               |

## 資料來源
1. ↑  樊忠玉. . 中国天文科普网.   [2016-03-25]. （原始内容存档于2014-09-17）.
2. ↑  Fred Espenak. . NASA Eclipse Web Site.   [2016-03-25]. （原始内容存档于2020-10-21）.（英文）
3. ↑  Fred Espenak. . NASA Eclipse Web Site.   [2016-03-25]. （原始内容存档于2020-10-22）.（英文）
4. ↑  Fred Espenak. . NASA Eclipse Web Site.（英文）

## 外部連結
- NASA日食專頁（页面存档备份，存于）（英文）
- 可見區域圖和時間統計：由弗雷德·埃斯佩納克做出的日食預報，NASA/GSFC
  - 貝塞爾元素

| \| \| 日食 \|                             |                              |                                          |
| 上一次日食： 1953年2月14日日食 （日偏食） | 1953年7月11日日食 （日偏食） | 下一次日食： 1953年8月9日日食 （日偏食） |
| 上一次日偏食： 1953年2月14日日食          | 1953年7月11日日食 （日偏食） | 下一次日偏食： 1953年8月9日日食          |
|                                           | 日食                         |                                          |